# Yttrium 90
table
L'yttrium 90, noté 90Y, est l'isotope de l'yttrium dont le nombre de masse est égal à 90 : son noyau atomique compte 39 protons et 51 neutrons avec un spin 2- pour une masse atomique de 89,907 142 g/mol. Il est caractérisé par un excès de masse de −86 496 keV et une énergie de liaison nucléaire par nucléon de 8 693,37 keV.
Il donne du zirconium 90 par désintégration β− avec une énergie de désintégration de 2,28 MeV et une période radioactive de 64,053 heures.
L'yttrium 90 est en équilibre avec le strontium 90, dont il est issu, également par désintégration β−. Il joue un rôle important dans le traitement du carcinome hépatocellulaire (CHC), des leucémies et des lymphomes, et est potentiellement utilisable sur toute une variété de tumeurs. La radiothérapie interne sélective (SIRT) est réalisée à l'aide de microsphères imprégnées de 90Y et injectées dans les artères desservant la tumeur ciblée. Les microsphères se logent dans les vaisseaux sanguins entourant la zone cible et les radiations détruisent les tissus adjacents, ce qui ralentit la progression de la tumeur.